# Cold Norton
Pour les articles homonymes, voir Norton.
Cold Norton est un village et une paroisse civile de l'Essex, en Angleterre.